# Meinersdorf (Burkhardtsdorf)
Meinersdorf ist ein Ortsteil der sächsischen Gemeinde Burkhardtsdorf im Erzgebirgskreis. Im Jahr 1206 gegründet, gehört der Ort seit 1999 zu Burkhardtsdorf.

## Geographie
Meinersdorf liegt etwa zehn Kilometer südlich von Chemnitz im Zwönitztal im Erzgebirge. Die Zwönitz entspringt am Schatzenstein und bildet nach 39,2 Kilometern einen der Quellflüsse der Chemnitz. Der Hauptort Burkhardtsdorf befindet sich rund drei Kilometer nordöstlich des Ortes. Der Zwönitz folgt die Bundesstraße 180, die in ihrem Verlauf zwischen Wanzleben-Börde (Sachsen-Anhalt) und Frankenberg/Sa. durch Meinersdorf führt und den Ort mit Burkhardtsdorf und Stollberg/Erzgeb. (etwa sieben Kilometer westlich) verbindet. An der Bundesstraße enden auf Meinersdorfer Flur die Staatsstraße 259 (nach Thum) und die Kreisstraße 8803 (nach Jahnsdorf/Erzgeb.) Die nächsten Autobahnanschlüsse bestehen über die Anschlussstellen „Stollberg-Nord“ und „Stollberg-West“ an die Bundesautobahn 72 (Chemnitz–Hof), die von Meinersdorf rund elf bzw. zwölf Kilometer entfernt sind.
Einen weiteren Verkehrsanschluss stellt der Bahnhof Meinersdorf (Erzgeb) an der Bahnstrecke Chemnitz–Adorf (Zwönitztalbahn) dar, der zwischen 1911 und 1975 auch Endpunkt der Schmalspurbahn Schönfeld-Wiesa–Meinersdorf war. Er wird seit dem 29. Januar 2022 von der City-Bahn Chemnitz bedient.
Meinersdorf bildet eine 4,9 km² große Gemarkung. Sie grenzt an die Gemarkungen Adorf im Norden, Burkhardtsdorf im Osten, Gornsdorf im Süden, Thalheim im Südwesten und Jahnsdorf im Nordwesten. Adorf gehört zur Gemeinde Neukirchen/Erzgeb., die anderen umliegenden Orte sind eigenständige Städte oder Gemeinden. Landschaftlich umgeben ist Meinersdorf hauptsächlich von Ackerland. Südöstlich des Ortes befindet sich der Abtwald.

## Geschichte

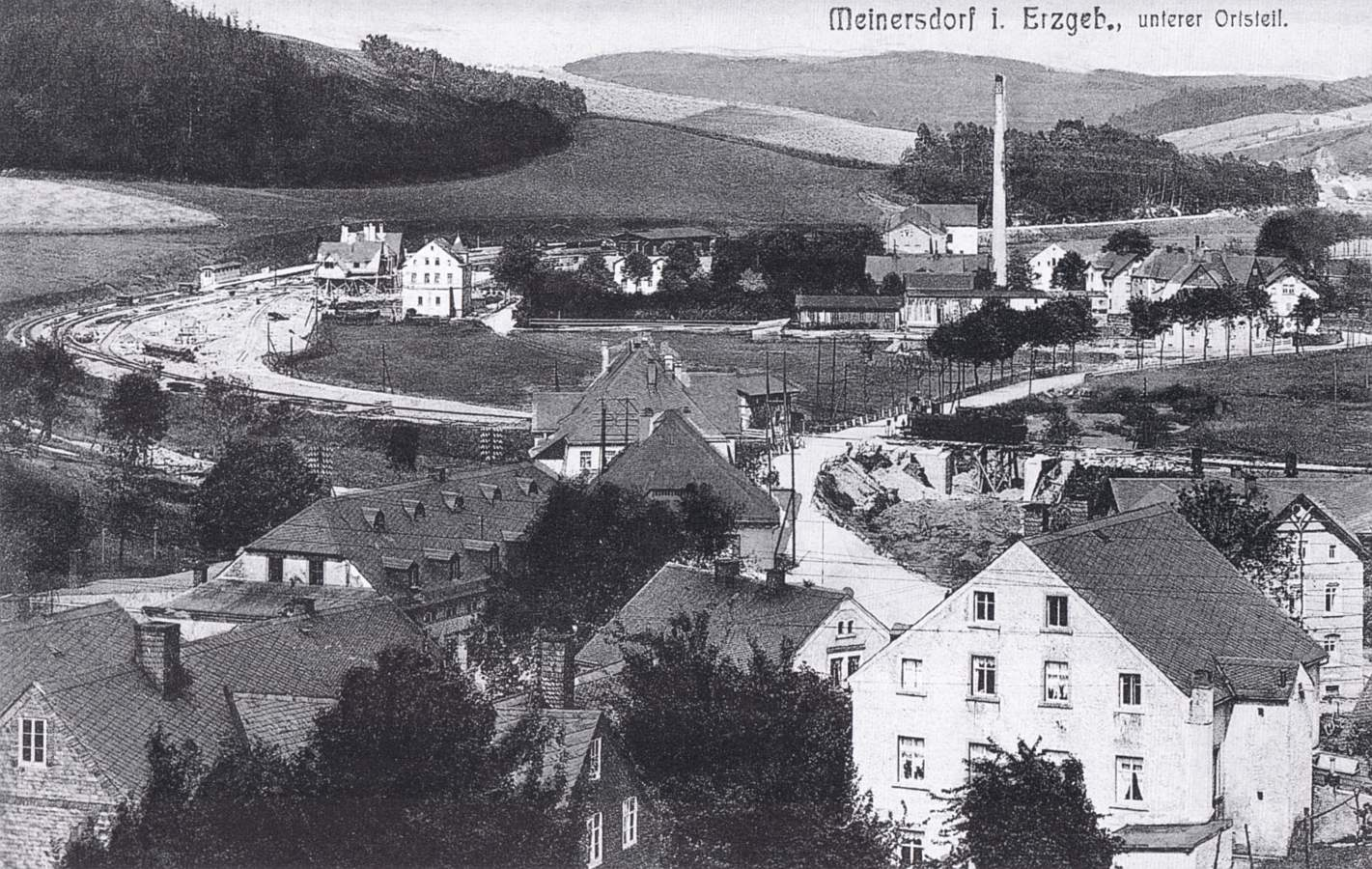
Ansicht Meinersdorfs um 1911, im Hintergrund links erfolgt der Bau des Bahnhofs

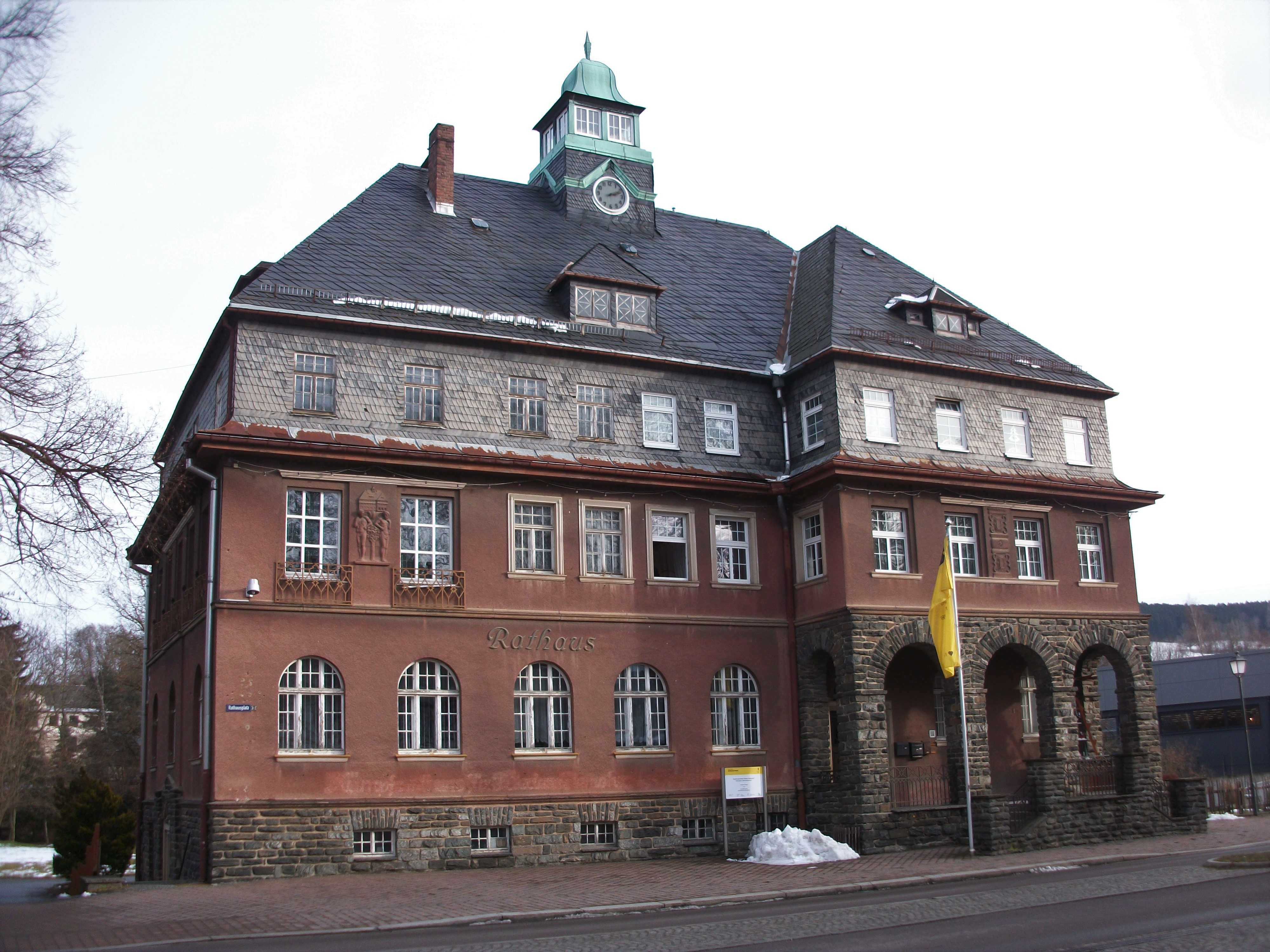
Rathaus Meinersdorf

Der Name Meinersdorf leitet sich vermutlich von seinem Gründer, wohl Meinher I. von Werben, ab. Im Jahr 1368 wurde das Dorf als Meynerstorff erstmals urkundlich erwähnt. Später sind die Namensvarianten Meynerstorf (1415), Menerßdorff (1495), Meinerschdorf und Menerschdorf (1540) überliefert.
In der Frühen Neuzeit wurde das Dorf von Stollberg aus verwaltet. So gehörte Meinersdorf im ausgehenden 16. Jahrhundert und bis in die Mitte des 19. Jahrhunderts zum Amt Stollberg im Kurfürstentum Sachsen. Zwischen 1856 und 1875 wurden die Verwaltungsgeschäfte durch das Gerichtsamt Stollberg und danach durch die Amtshauptmannschaft Chemnitz ausgeführt, die aus mehreren Gerichtsämtern entstanden war. Bevor Meinersdorf 1838 durch die Sächsische Landgemeindeordnung Eigenständigkeit als Landgemeinde erhielt, war der Ort durch das Lehnswesen geprägt. Das Rittergut Stollberg übte im Jahr 1552 die Grundherrschaft über 24 besessene Mann und 31 Inwohner aus. Später war Meinersdorf Amtsdorf, der Landesherr war also zugleich Grundherr im Ort. Nach dem Ende des Siebenjährigen Krieges (1756–1763) hatte er die Grundherrschaft über 21 besessene Mann und 24 Häusler inne, die 5 1⁄8 Hufen bewirtschafteten.
Von der Siedlungsform ist Meinersdorf ein Waldhufendorf, um das sich im Jahr 1900 eine 487 Hektar große Waldhufenflur erstreckte. Sie wurde von der vornehmlich bäuerlichen Bevölkerung landwirtschaftlich genutzt. Nach der Reformation in Sachsen waren die Einwohner Meinersdorfs überwiegend evangelisch. Im Jahr 1925 waren von 2234 Einwohnern 2062 evangelisch-lutherisch, 32 katholisch und 140 anderer oder keiner Religion. Die Meinersdorfer Kirche war zunächst Filialkirche der Jahnsdorfer Kirche, später wurde sie Pfarrkirche und bildet heute die „Marien-Kirchgemeinde Meinersdorf“.
Bereits 1880 bekam Meinersdorf Anschluss an die Bahnstrecke Chemnitz–Adorf. Ab 1911 zweigte von Meinersdorf die Schmalspurbahn Schönfeld-Wiesa–Meinersdorf ab. Nach dem Zweiten Weltkrieg wurde Meinersdorf Teil der Sowjetischen Besatzungszone und später der DDR. In der 1952 folgenden Gebietsreform wurden die aus den Amtshauptmannschaften hervorgegangenen Landkreise und die ostdeutschen Länder aufgelöst und durch Kreise und Bezirke ersetzt. Meinersdorf wurde als eigenständige Gemeinde Teil des Kreises Stollberg im Bezirk Karl-Marx-Stadt (Chemnitz). Das bäuerliche Leben in Meinersdorf wurde anschließend nach der Landwirtschaft in der DDR ausgerichtet. Im Jahr 1974 wurde der Personenverkehr und ein Jahr später auch der Güterverkehr auf der Schmalspurstrecke beendet und die Gleise zurückgebaut. Die Strecke dient heute über weite Teile als Wanderweg.
Nach der Deutschen Wiedervereinigung kam Meinersdorf zum wiedergegründeten Freistaat Sachsen. Die folgenden Gebietsreformen in Sachsen ordneten Meinersdorf am 1. August 1994 dem vergrößerten Landkreis Stollberg und am 1. August 2008 dem Erzgebirgskreis zu. Im Zuge der Sächsischen Verwaltungsreform 1994 schlossen sich zudem die Gemeinden Burkhardtsdorf, Kemtau – mit dem Ortsteil Eibenberg – und Meinersdorf zu einer Verwaltungsgemeinschaft zusammen. Am 1. Januar 1999 entstand daraus die jetzige Gemeinde Burkhardtsdorf. Im gleichen Jahr wurde der Bahnhof Meinersdorf in einen Haltepunkt umgewandelt.
Neben einer Kindertagesstätte befinden sich in Meinersdorf heute eine Turnhalle sowie eine öffentliche Bibliothek. Auch ein Seniorenzentrum und mehrere Gaststätten sind vorhanden.

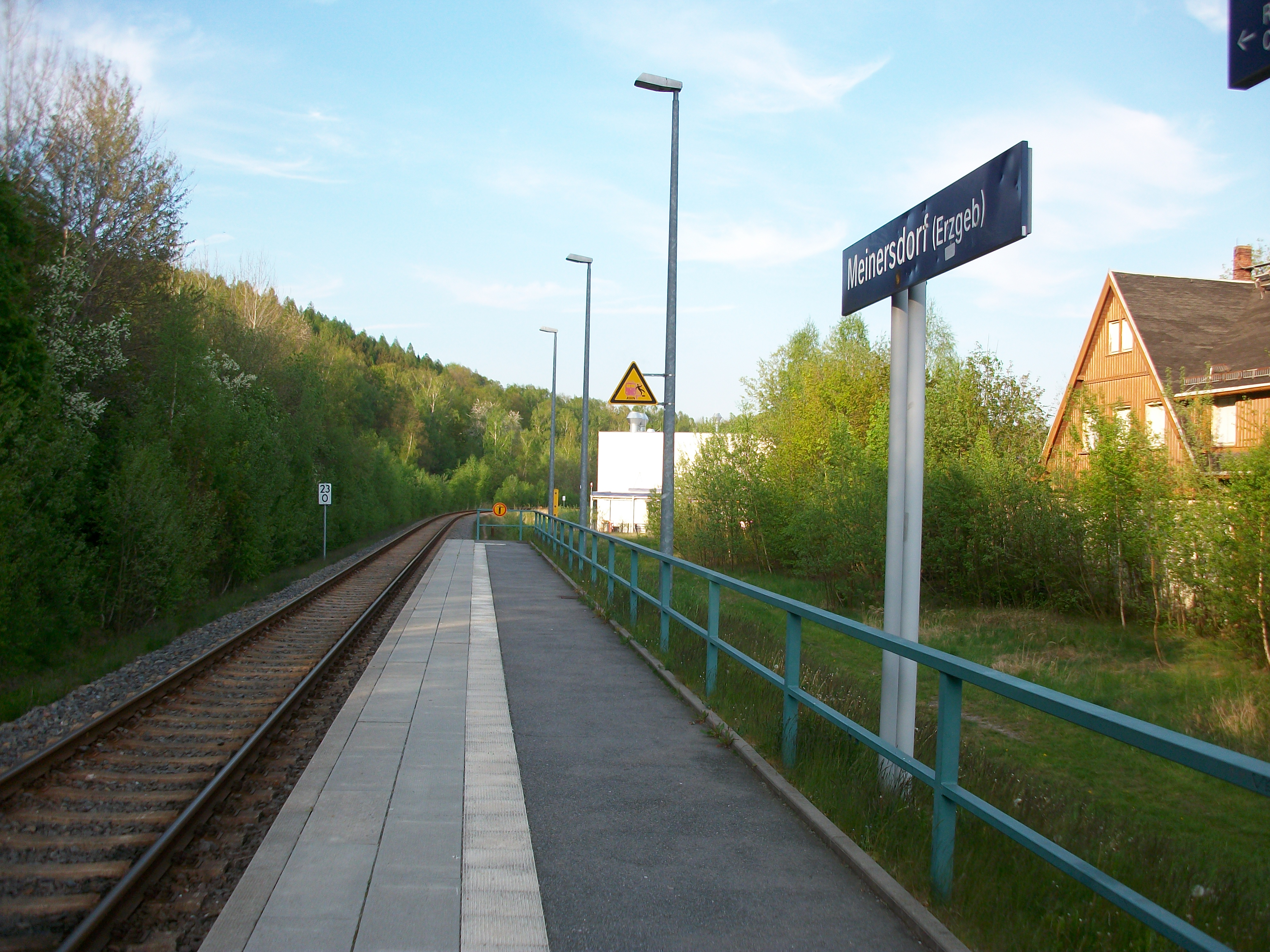
Haltepunkt Meinersdorf (Erzgeb) mit ehem. Empfangsgebäude (rechts) (2016)
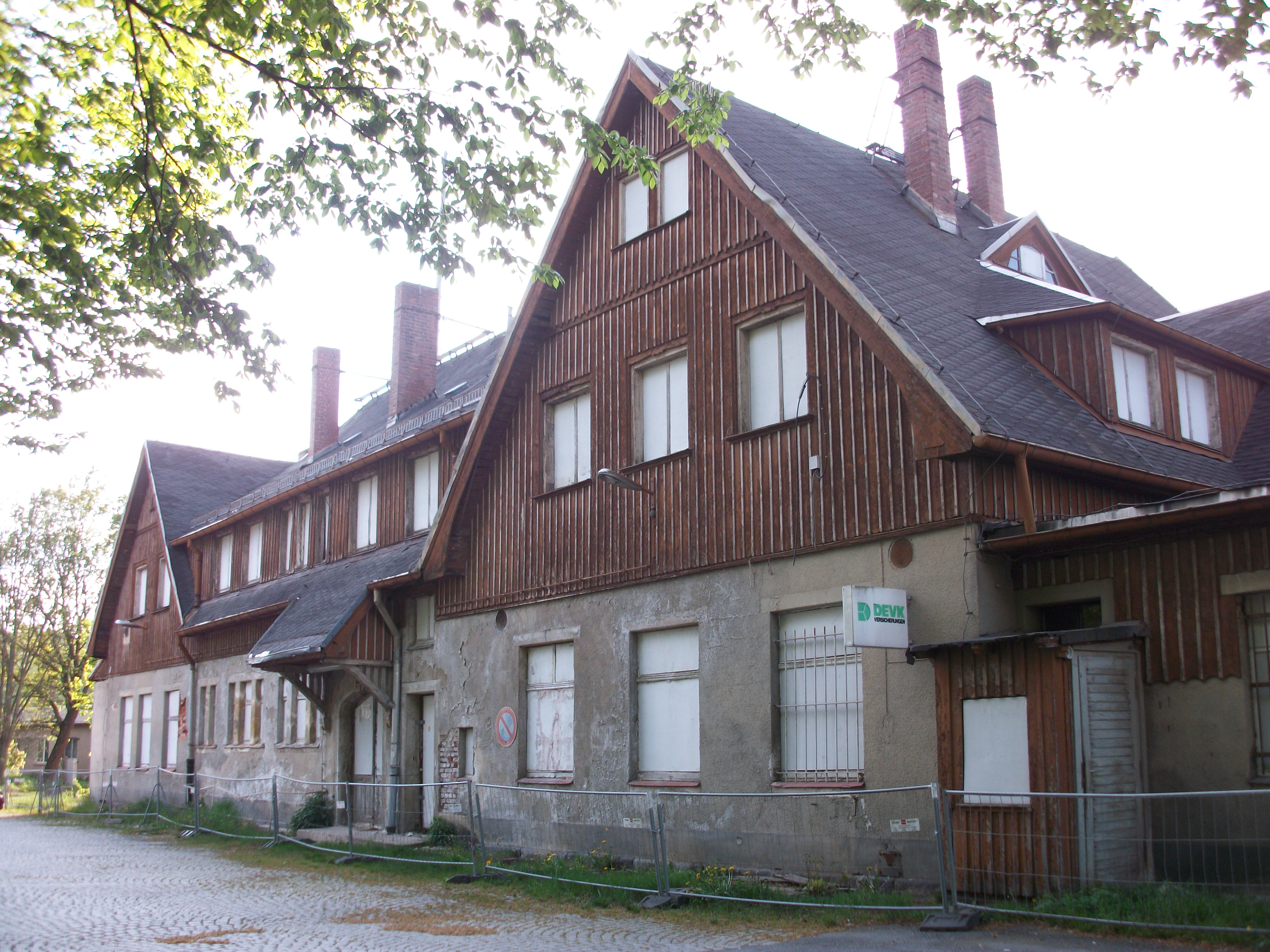
Bahnhof Meinersdorf (Erzgeb), ehem. Empfangsgebäude (2016)
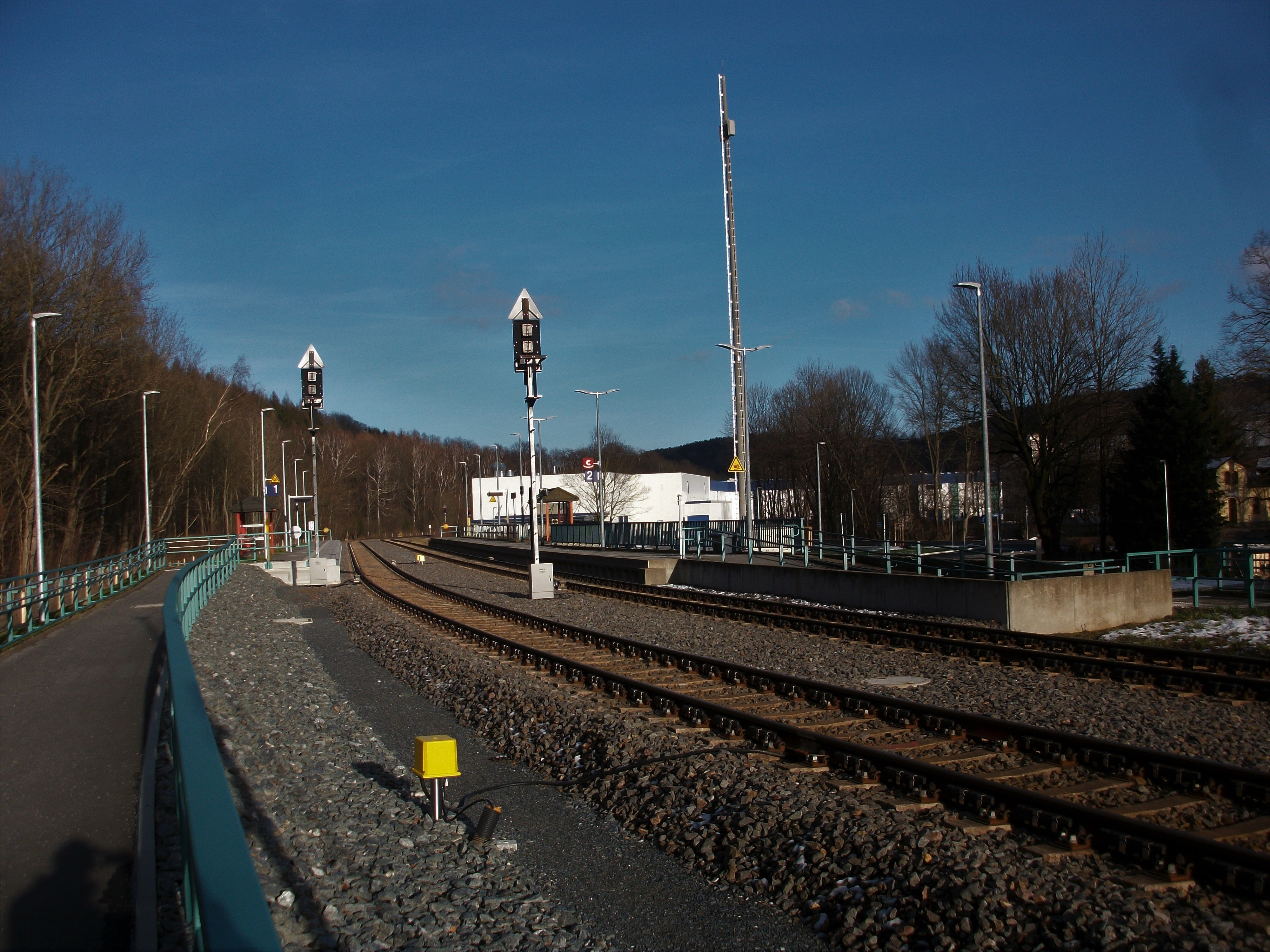
Bahnhof Meinersdorf (Erzgeb) seit dem zweigleisigen Ausbau (2022)

### Entwicklung der Einwohnerzahl
Im Zuge der Industrialisierung erlebte Meinersdorf einen Bevölkerungsanstieg von 672 Einwohnern im Jahr 1834 auf 1144 Einwohner im Jahr 1871. Für das Jahr 1925 wurde erstmals eine Einwohnerzahl über 2000 gemessen. Der Höchststand an Einwohnern wurde in der Nachkriegszeit des Zweiten Weltkrieges 1950 gemessen. In diesem Jahr lebten 2629 Einwohner im Ort. In der folgenden DDR-Zeit fiel die Einwohnerzahl wieder bis auf 1656 im Jahr 1990. Vor der Eingemeindung nach Burkhardtsdorf 1999 hatte die Gemeinde 1673 Einwohner. Ende Februar 2013 lebten 1441 Menschen im Ort.
| Jahr | Einwohnerzahl                            |
| ---- | ---------------------------------------- |
| 1552 | 24 besessene Mann, 31 Inwohner           |
| 1764 | 21 besessene Mann, 24 Häusler, 5 ⅛ Hufen |
| 1834 | 672                                      |
| 1871 | 1144                                     |
| 1890 | 1776                                     |

| Jahr | Einwohnerzahl |
| ---- | ------------- |
| 1910 | 1948          |
| 1925 | 2234          |
| 1939 | 2532          |
| 1946 | 2517          |
| 1950 | 2629          |

| Jahr  | Einwohnerzahl |
| ----- | ------------- |
| 1964  | 2267          |
| 1990  | 1656          |
| 1998  | 1673          |
| 20071 | 1562          |
| 20132 | 1441          |

1 Stand: 31. August

2 Stand: 28. Februar

## Sehenswertes

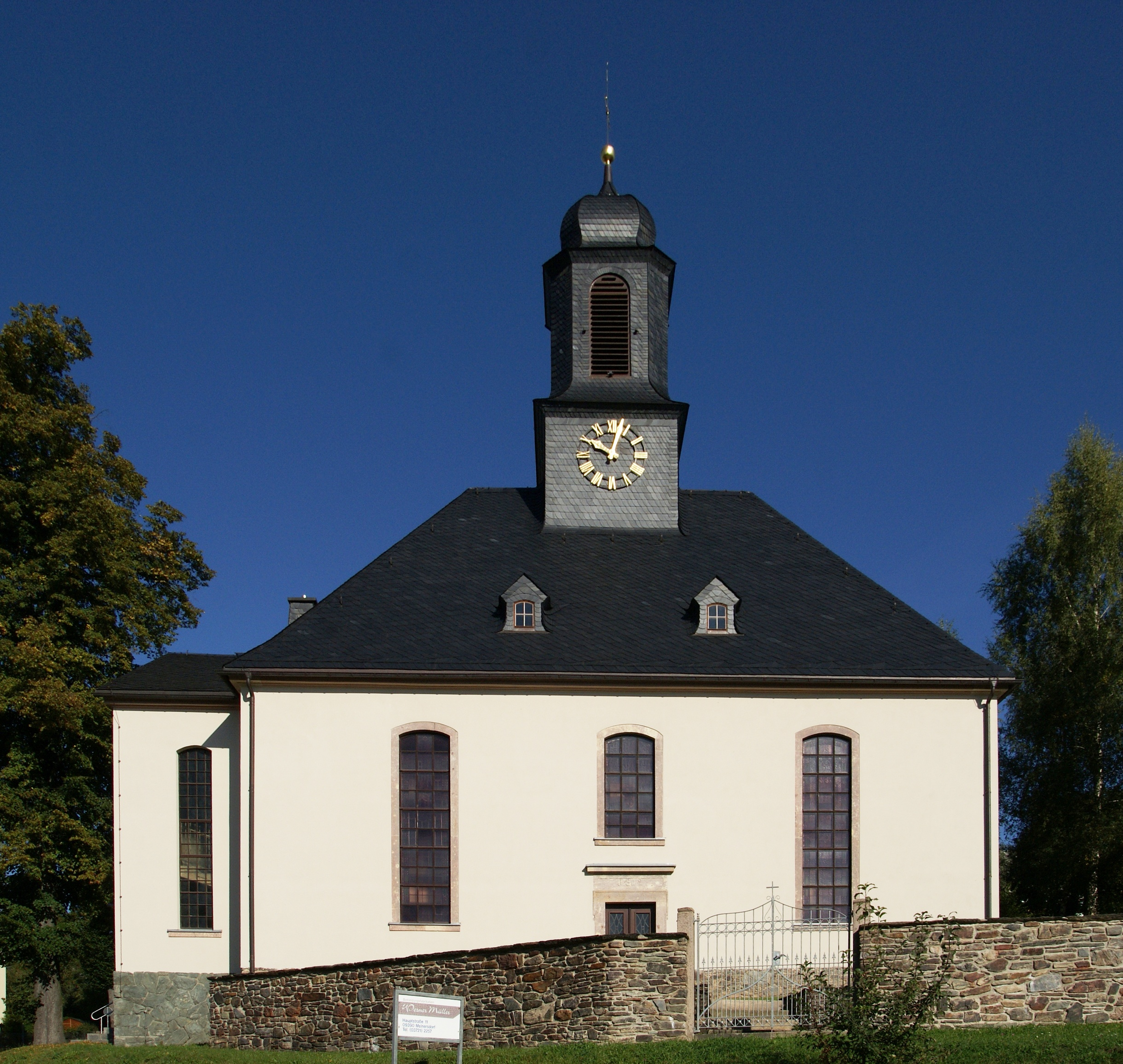
Kirche Meinersdorf

Neben einigen Rundwanderwegen mit verschiedenen Aussichtspunkten existiert ein genutztes Kneipp-Wassertretbecken. Die Meinersdorfer Kirche wurde 1812 neu errichtet. Im Ort befindet sich außerdem eine Ortspyramide.

## Persönlichkeiten
Folgende Personen wurden in Meinersdorf geboren bzw. wirkten im Ort:
- Walter Breitfeld (1903–1981), Leiter der Politischen Verwaltung der Grenztruppen in der DDR
- Horst Strohbach (1886–1978), Heimatforscher
- Ernst Kühn (1859–1943), Architekt der Gemeindeschule Meinersdorf